# Inonotus peristrophidis
Inonotus peristrophidis är en svampart som beskrevs av S. Ahmad 1972. Inonotus peristrophidis ingår i släktet Inonotus och familjen Hymenochaetaceae.   Inga underarter finns listade i Catalogue of Life.